# Lassik
Die Lassik sind ein Indianerstamm aus der athapaskischen Sprachgruppe im Nordwesten Kaliforniens und von dieser sich abspaltete. Der Name entstand nach dem Namen ihres letzten Häuptlings Las'-sik. Sie ließen sich am Eel River in Kalifornien nieder. Im Norden waren die Athabasken ihre Nachbarn, im Osten die Wintun, im Süden die Wailaki, von denen sie durch den Kekawaka-Fluss getrennt waren, und im Westen die Sinkine. Zusammen mit den Nongatl, Sinkyone (Sinkine) werden sie auch Eel-River-Stämme genannt. 
Ihre Häuser waren aus der Rinde der Douglas-Fichte gefertigt. Ihre Korbflechtarbeiten unterschieden sich zu denen der Hoopa durch ihre dekorativen Elemente. Ihre Jagdmethode unterschied sich lange Zeit von denen anderer Stämme, indem sie den frischen Spuren von Hirsch und Elch folgten und diese bis zum Ende jagten, ohne irgendwelche Pausen. Diese Art des Jagens hatte sich aber bald überholt. 
Sie vermischten sich zunehmend mit den Wintun, von denen sie die Gewohnheiten annahmen. 
Viele der Lassik starben, als die Weißen ihr Land begehrten, Kopfprämien ausgesetzt und die Kinder in die Sklaverei getrieben wurden. Einige Familien leben heute noch in der Nachbarschaft ihrer ehemaligen Häuser. Gab es aber um 1800 noch etwa 2000 Indianer am Eel-River, so hat sich die Zahl inzwischen auf 500 insgesamt vermindert.